# Pervomajskij (Majkopskij rajon)
Pervomajskij (in lingua russa Первомайский) è un centro abitato dell'Adighezia, situato nel Majkopskij rajon. La popolazione era di 1.233 abitanti al dicembre 2018. Ci sono 22 strade.